# هوپ لورینگ
هوپ لورینگ (انگلیسی: Hope Loring؛ ۲۹ ژانویه ۱۸۹۴ – ۱۷ ژانویه ۱۹۵۹) فیلم‌نامه‌نویس اهل بریتانیا بود.